# غوردون بورنس
غوردون بورنس (بالإنجليزية: Gordon Burns)‏ (2 ديسمبر 1978 بغلاسكو في المملكة المتحدة - ) هو مدرب كرة قدم ولاعب كرة قدم بريطاني في مركز الدفاع. لعب مع كوين أوف ساوث ونادي بارتيك ثيسل وجلينفتون أثلتيك ‏ وKilwinning Rangers F.C. ‏ وTroon F.C. ‏ ونادي آير يونايتد ونادي بيترهيد ‏.

## وصلات خارجية
- غوردون بورنس على موقع Soccerbase.com (لاعب) (الإنجليزية)